# Phaselia pithana
Phaselia pithana là một loài bướm đêm trong họ Geometridae.